# Борнхолм
Борнхолм (дан. Bornholm) је са шест малих ненасељених околних острваца (укупне површине 11 хектара) најисточније острво и општина Данске. Ово балтичко острво налази се 150 километара југоисточно од Копенхагена, 80 километара североисточно од Ригена и 40 километара од јужне обале Шведске.
Острво Борнхолм има површину од 588 км². У правцу северозапад-југоисток дуго је 40 километара. Максимална ширина острва је 30 километара. Дужина обале је 158 километара. Рељеф острва је благо брдовит, формирали су га глечери у повлчењу, а највиши врх је на 162 метра. Највиши водопад Данске Дондлафалд, висок је 22 метра и налази се на овом острву. Обала је стеновита.
Од 2007. Борнхолм је са Копенхагеном и Фредериксбергом обједињен у регион Велики Копенхаген. На острву је, у априлу 2014. године, живело 40.135 становника.